# Johann Georg Engisch
Johann Georg Engisch (* 26. Mai 1668 in Kirn; † 1742 ebenda) war ein deutscher Maler des Barock. Engisch war Hofmaler am pfalzgräflichen Hof zu Birkenfeld. Darüber hinaus gestaltete er verschiedene Kirchen in der Wild- und Rheingrafschaft.
Zwischen 1849 und 1862 lehrte ein anderer Künstler mit demselben Namen am Gymnasium als Zeichner, Maler und Schmuckentwerfer.

## Leben
Engisch war ein Sohn von Martin Engisch, eines gelernten Maurers, der um 1660 aus Neukirch in Graubünden aufgrund seines lutherischen Glaubens aus dem reformierten Engadin fliehen musste und in Kirn zugewandert war. Auch die Brüder seines Vaters Michael und Elias–Johannes Engisch folgten seinem Beispiel und ließen sich als Maurer in Kirn nieder. Ein weiterer Bruder Hans Engisch arbeitete als dort Schreiner. Engisch hatte zwei Brüder, die den Beruf des Vaters ausübten. Namentlich bekannt sind sein älterer Bruder Johann Nicol (1661–1709) sowie die jüngeren Brüder Johann Culmann (1671–1722) und Johann Conrad (1674–1746).
Engisch arbeitete in zahlreichen Kirchen im Hunsrück als Maler und war zeitweilig für den Grafen Christian II. und Christian III. von Pfalz-Zweibrücken-Birkenfeld tätig. Als Kunst- und Kirchenmaler wurde er beauftragt, die Kirchen von Fischbach und Imsbach auszuschmücken. Weitere Werke von ihm befinden sich in den Kirchen Dhaun, Dill, Enkirch, Herren-Sulzbach, Herrstein, Hirschfeld, Irmenach, Kleinich, Löllbach, Lötzbeuren, Mülheim/Mosel, Ravensbeuren, Sien, Starkenburg, Stipshausen und Wolf.
Im Jahr 1724 kam es zu einem Zwischenfall, bei dem ein Grabstein des katholischen Kaplans aus der Kirche in Kirn gestohlen worden war, zu dem er als Zeuge aussagte. Er befand sich auf dem Rückweg von Dhaum und überquerte gerade die Brücke, als er einen Sergeanten des Herren von Salm und ungefähr 10 bewaffnete Soldaten sah, die zur Kirche liefen und diese und die Umgegend durchsuchten, aber die Arbeiter nicht antrafen.

## Werke (Auswahl)
- Dill, Evangelische Kirche, Emporenmalereien, Deckengemälde Die Verklärung Christi
- Fischbach, Evangelische Kirche, Emporenmalereien
- Imsbach, Evangelische Kirche, Emporenmalereien
- Mülheim an der Mosel, Evangelische Kirche, Emporenmalereien

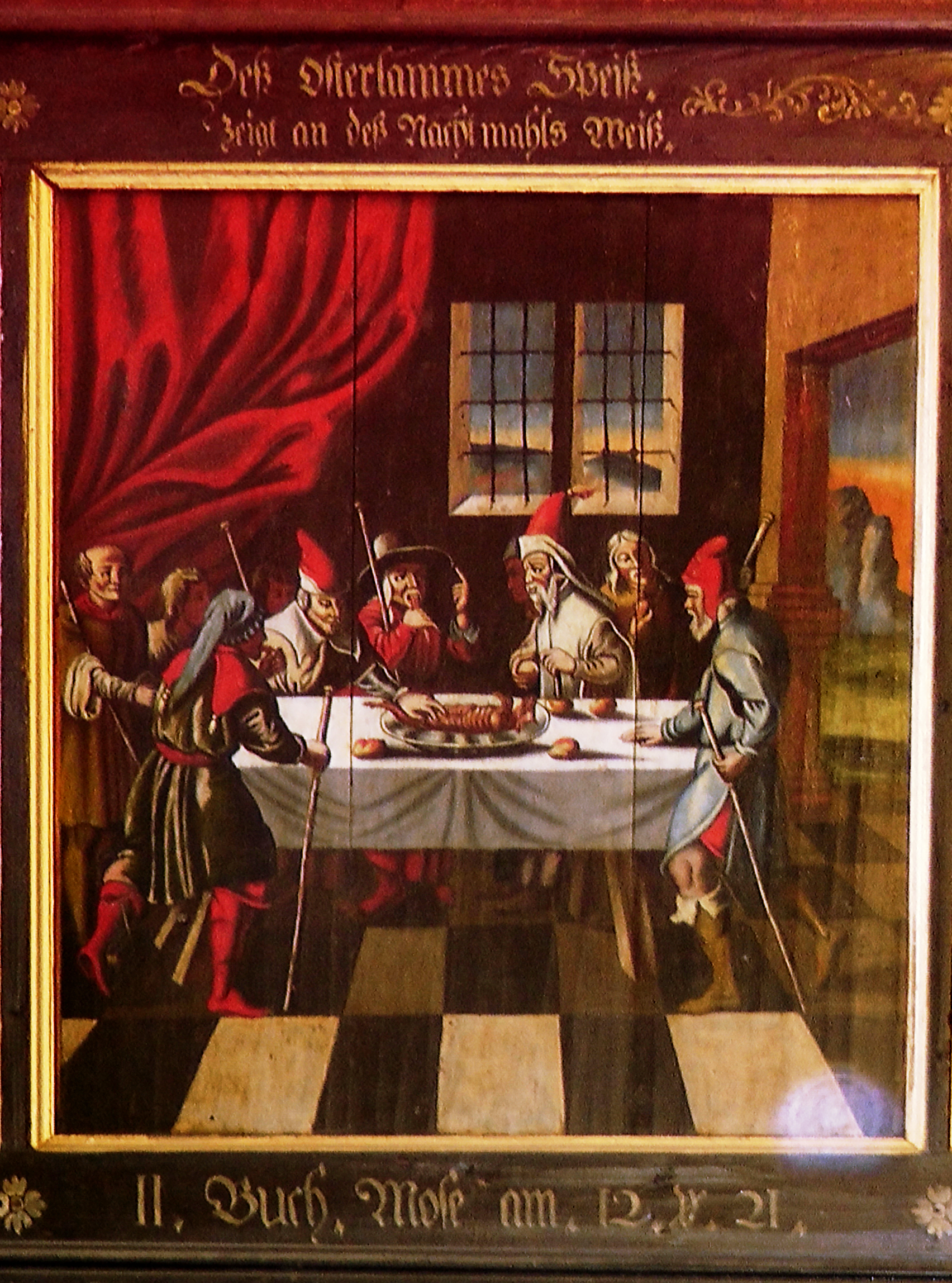
Das Passahmahl

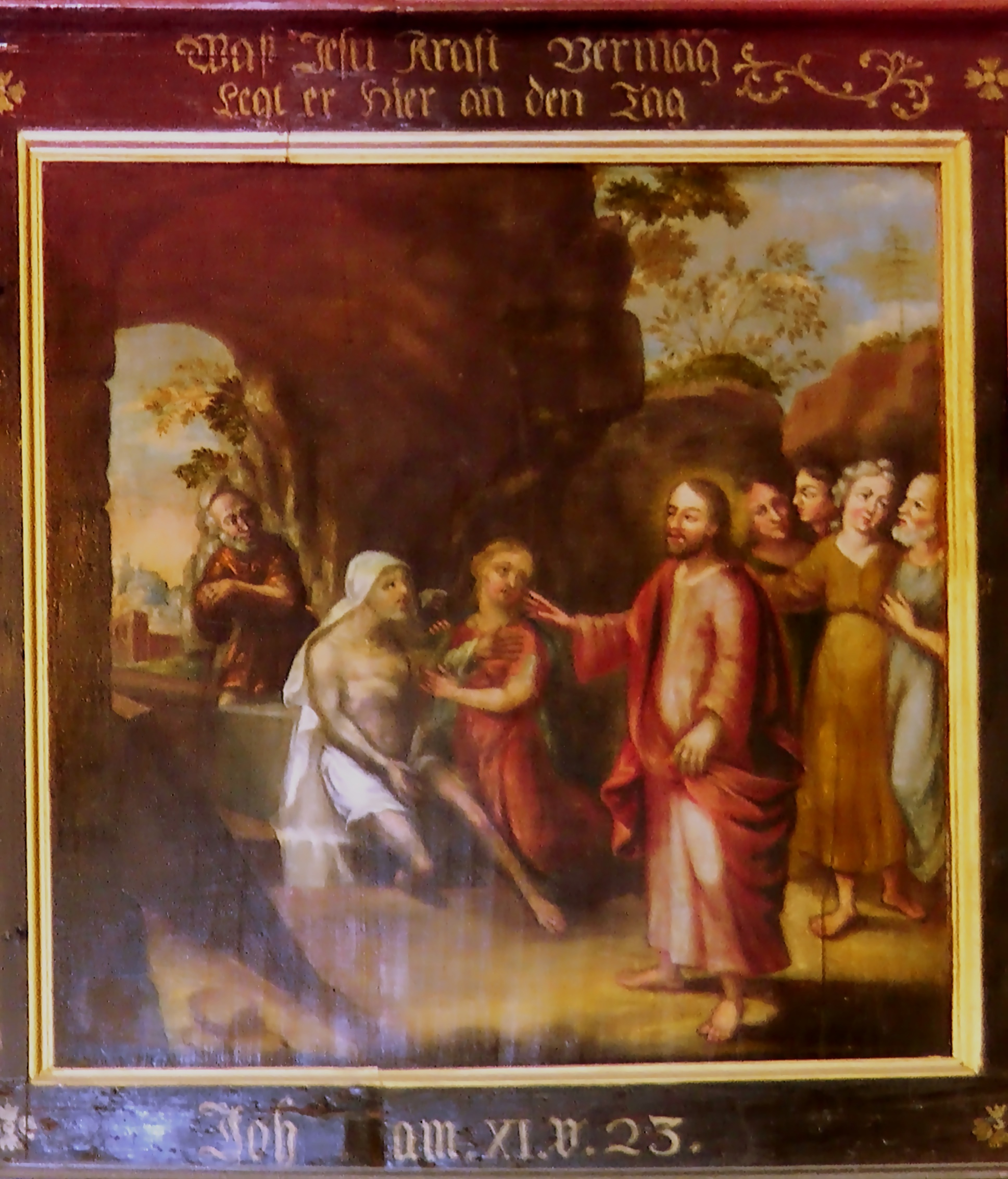
Auferweckung des Lazarus

Malereien an der Empore der Evangelischen Kirche in Mülheim an der Mosel
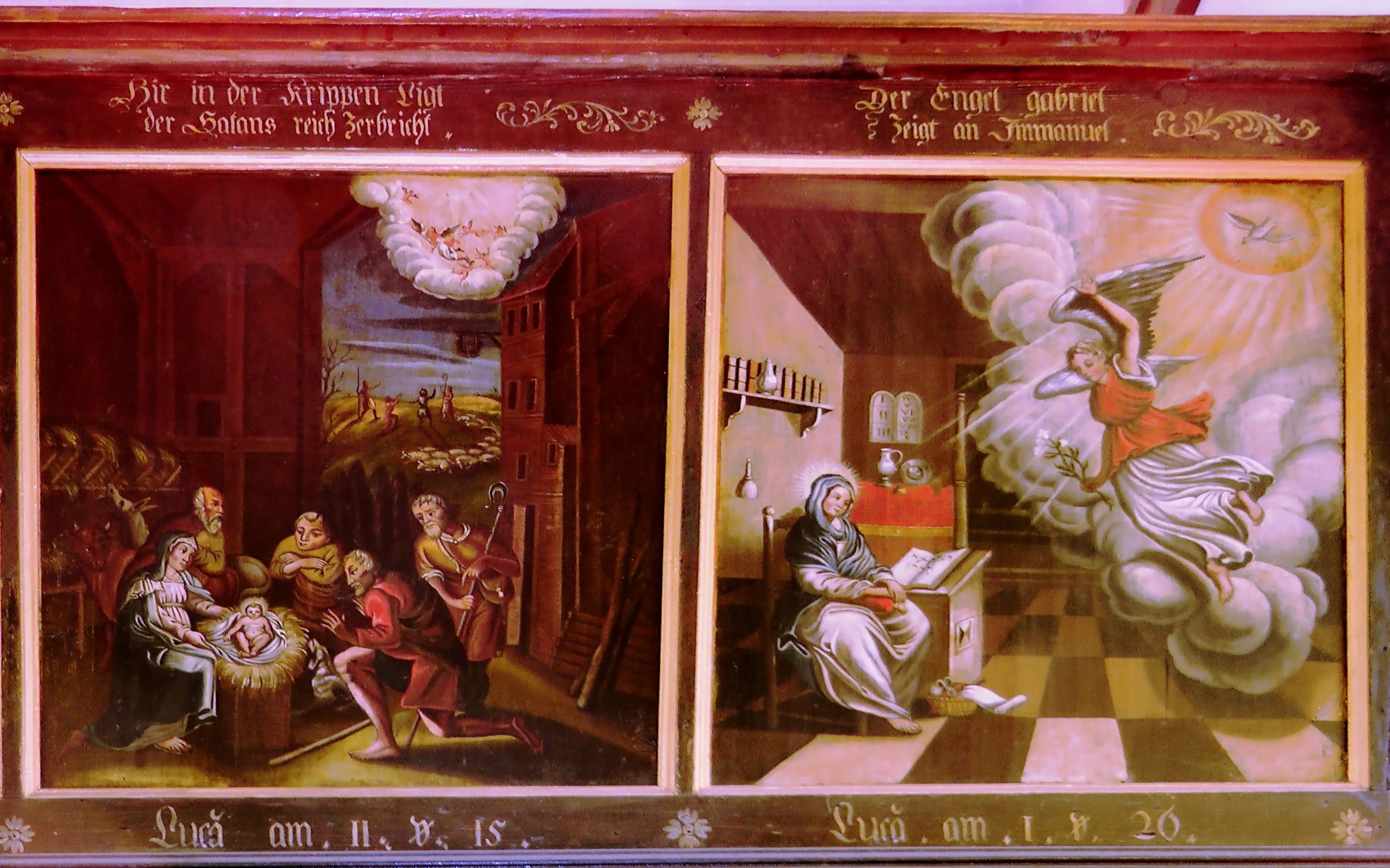
Christi Geburt – Verkündigung
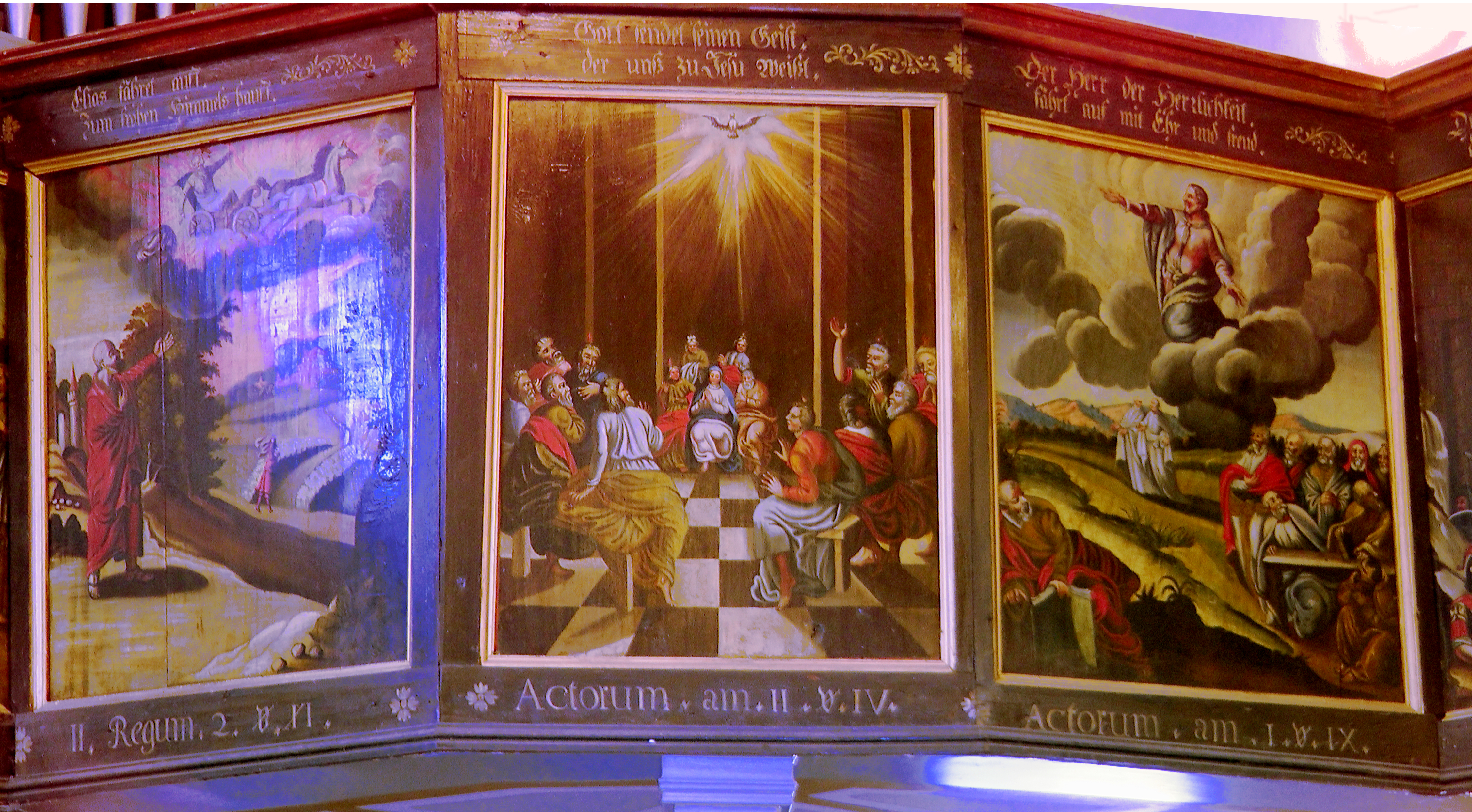
Elias und der Feuerwagen – Pfingsten – Christi Himmelfahrt
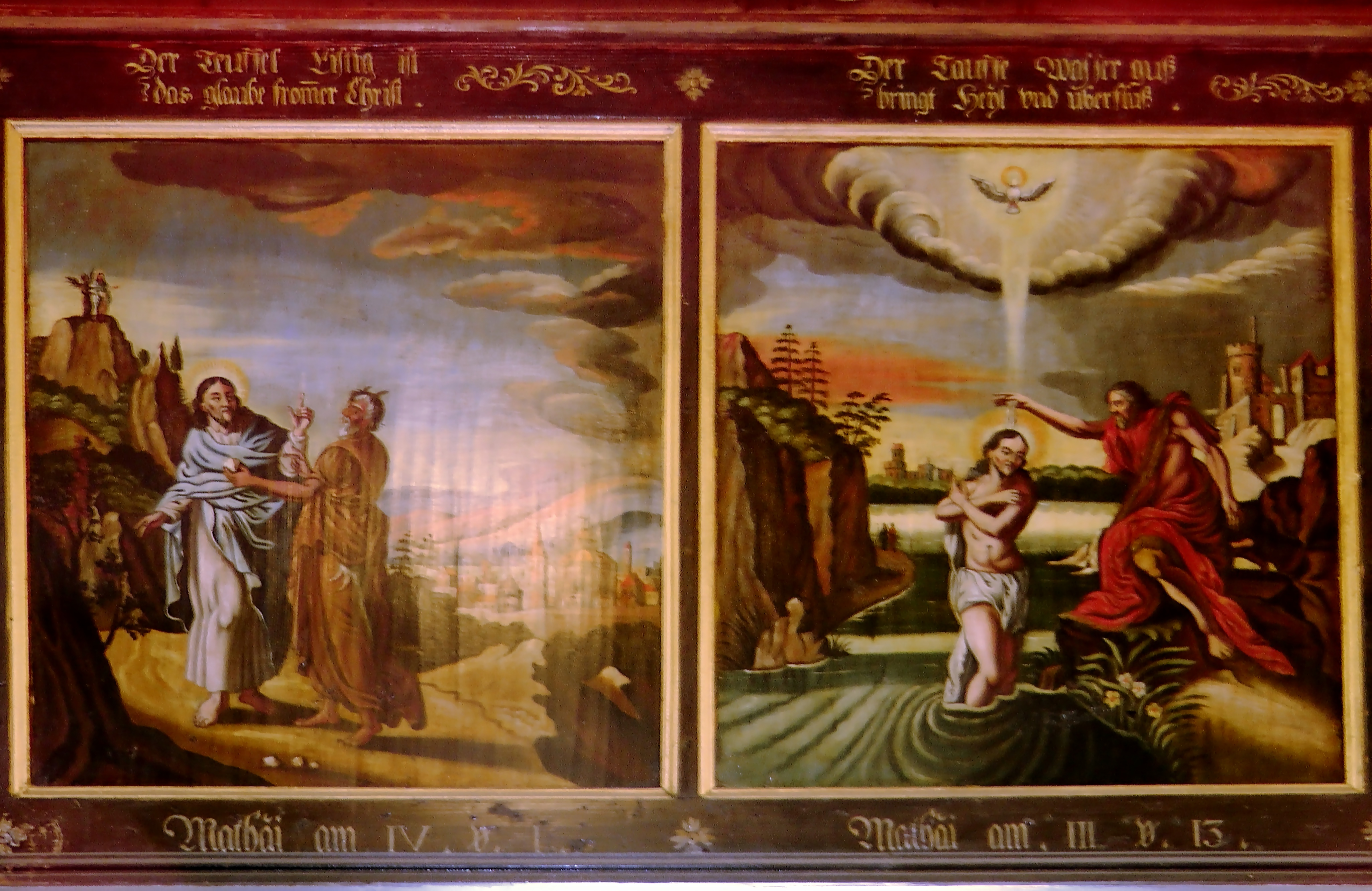
Versuchung Christi, Taufe Christi
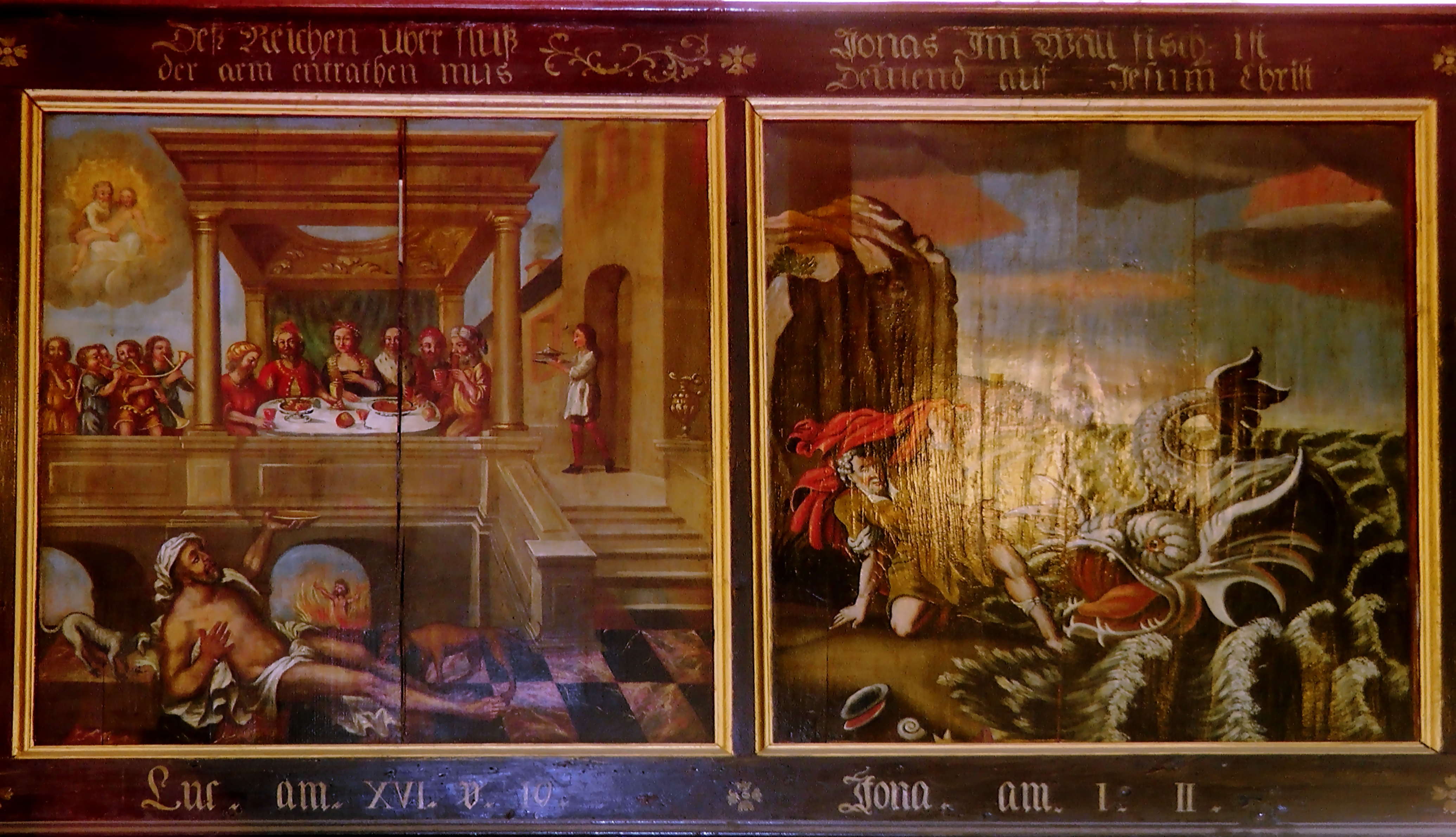
Das Gleichnis von Lazarus und dem reichen Mann – Jonas und der Walfisch
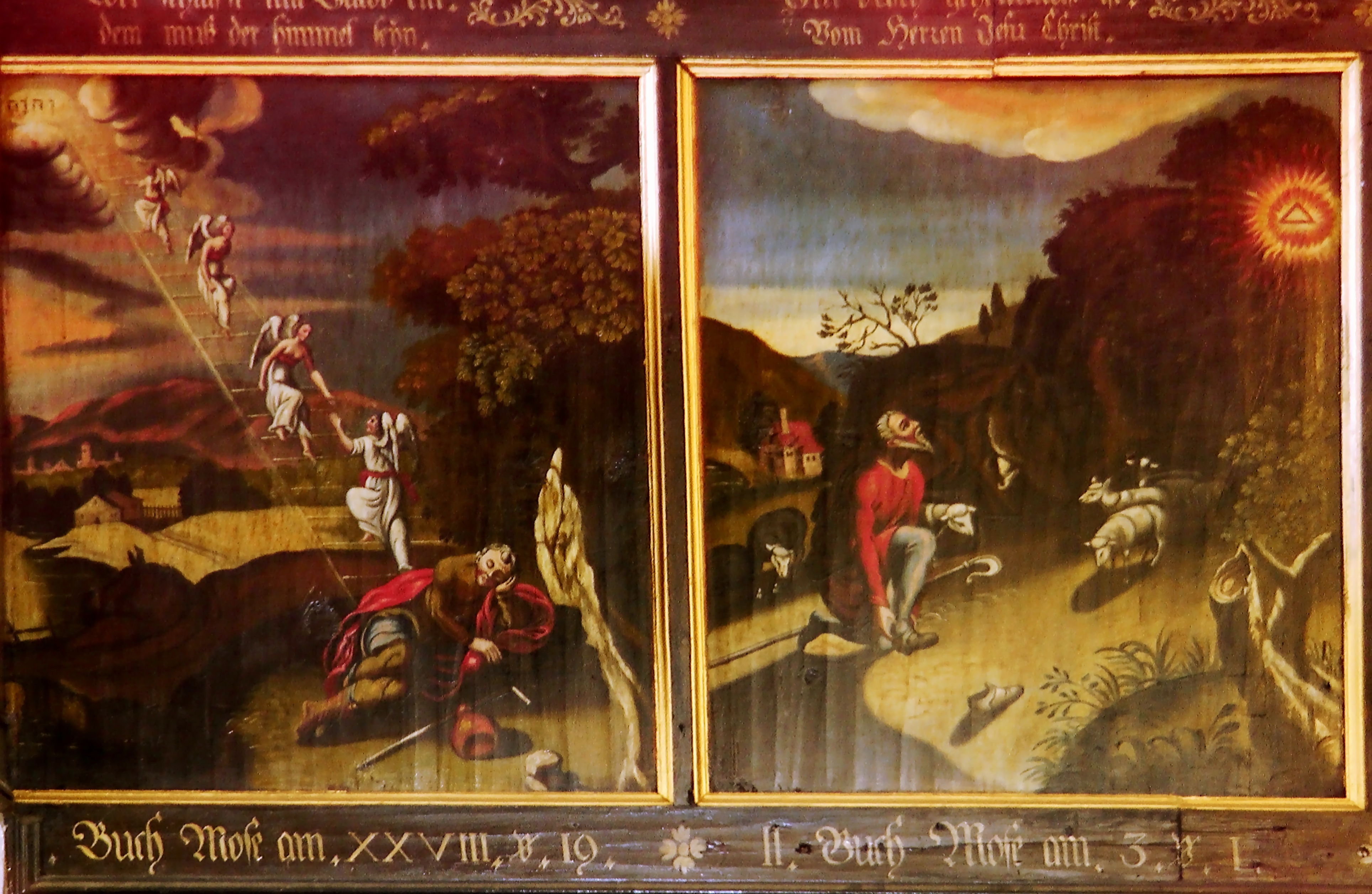
Jakob und die Himmelsleiter – Moses und der brennende Dornbusch
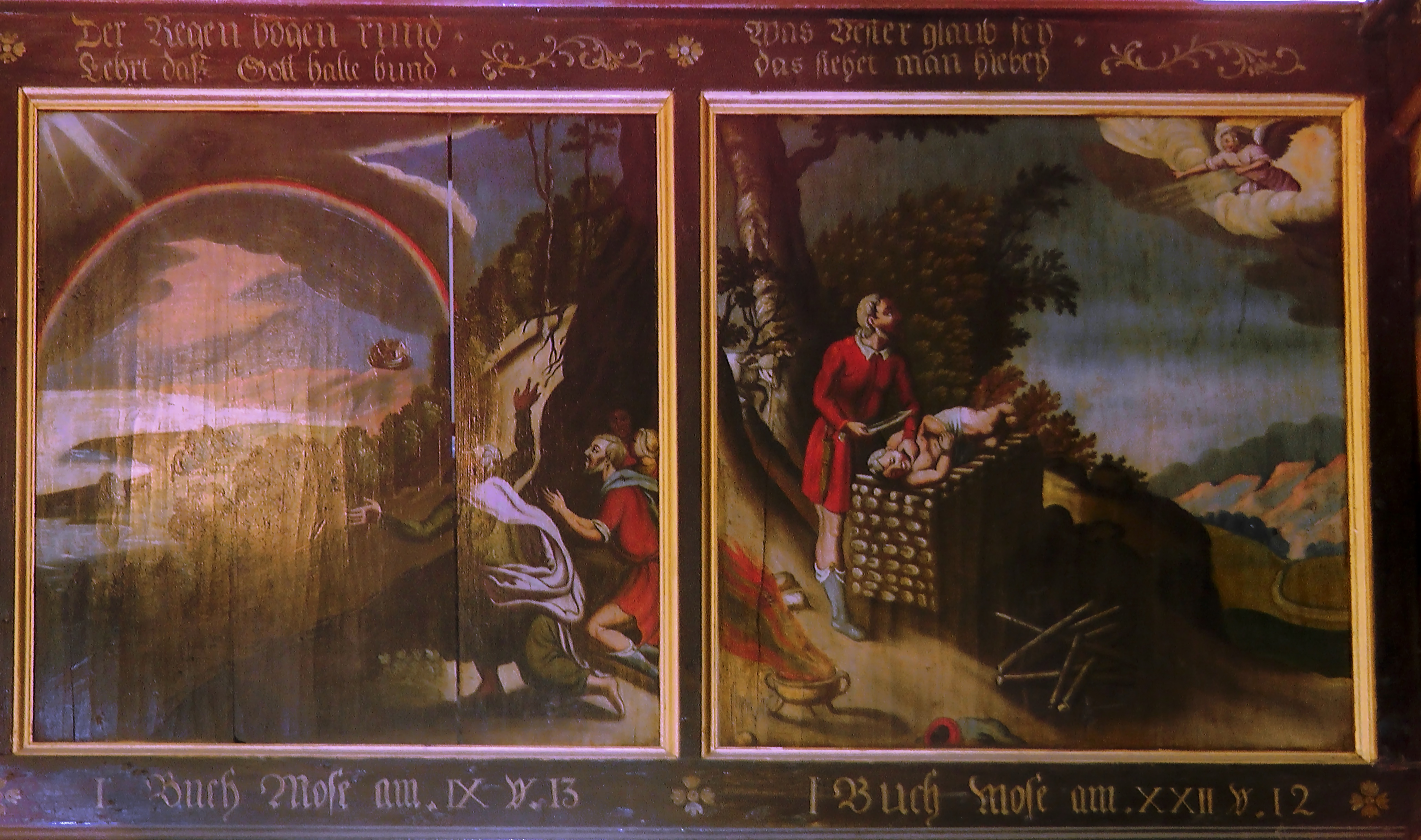
Die Sintflut – Die Opferung Isaaks
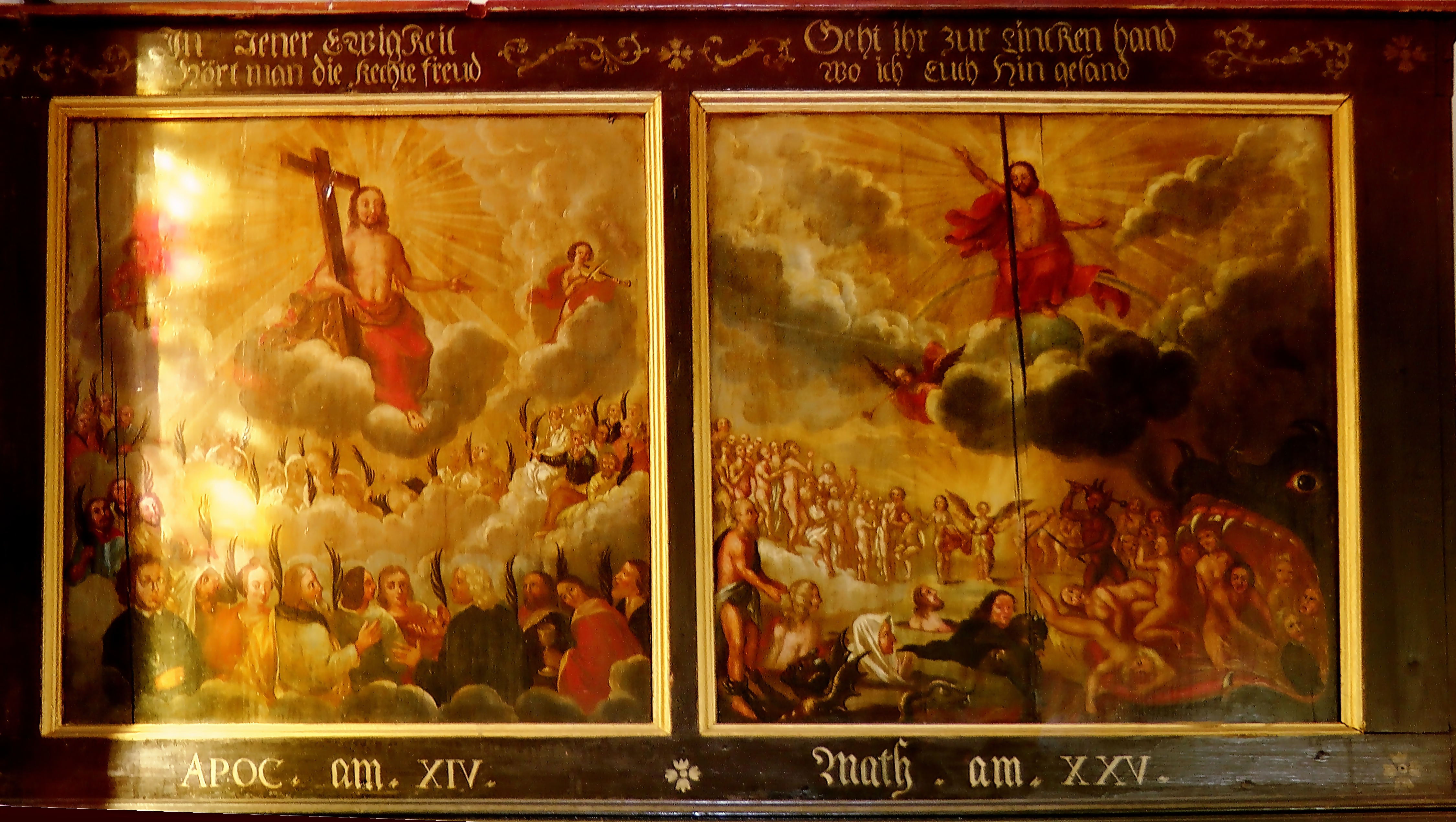
Jüngstes Gericht